# Hurikán Gustav (2008)
Hurikán Gustav byl druhým nejsilnějším hurikánem sezóny 2008. Formovat se začal ráno 25. srpna 420 km jihovýchodně od Port-au-Prince na Haiti. Od počátku rychle sílil, ještě týž den odpoledne měl sílu tropické bouře a na druhý den dosáhl síly hurikánu.
Postupně zasáhl Haiti, Jamajku a Kubu. Před Kubou, která kvůli němu evakuovala na čtvrt milionu lidí, zesílil na hurikán 4. kategorie. Největší škody způsobil zatím na kubánském ostrově Mládeže. Nyní se přesouvá přes Mexický záliv a očekává se, že v pondělí projde středem hlavní americké těžební oblasti a zasáhne New Orleans, které před 3 roky těžce poničil hurikán Katrina. Americké ropné společnosti již zahájily evakuaci osazenstva svých plošin a ropné trhy zaznamenaly nárůst cen, neboť minimálně krátkodobě je ohrožena až čtvrtina veškeré ropné produkce USA.
Město New Orleans, které leží z větší části pod úrovní hladiny řeky Mississippi i sousedního jezera, proto zahájilo 31. srpna v 8:00 místního času povinnou evakuaci, i přes optimistické prognózy, že nové hráze tentokrát vydrží. Úřady neplánují evakuaci vynucovat, ale deklarovaly, že kdo ve městě zůstane, musí počítat s tím, že pomoc státních orgánů nebude dlouho dostupná. Starosta New Orleans Ray Nagin označil hurikán za „bouři století“ a výslovně prohlásil: „Kdo zůstane, udělá největší chybu svého života.“
| A | B | C | D | E | F | G  | H | I |
|   |   |   |   |   |   |    |   |   |
| J | K | L | M | N | O | 16 | P |   |

| Saffirova–Simpsonova stupnice |    |   |   |   |   |   |
| TD                            | TB | 1 | 2 | 3 | 4 | 5 |